# Saint-Marc-Jaumegarde
Saint-Marc-Jaumegarde – miejscowość i gmina we Francji, w regionie Prowansja-Alpy-Lazurowe Wybrzeże, w departamencie Delta Rodanu.
Według danych na rok 1990 gminę zamieszkiwały 884 osoby, a gęstość zaludnienia wynosiła 39 osób/km² (wśród 963 gmin regionu Prowansja-Alpy-W. Lazurowe Saint-Marc-Jaumegarde plasuje się na 399. miejscu pod względem liczby ludności, natomiast pod względem powierzchni na miejscu 446.).